# Gigantocypris australis
Gigantocypris australis är en kräftdjursart som beskrevs av Poulsen 1962. Gigantocypris australis ingår i släktet Gigantocypris och familjen Cypridinidae. Inga underarter finns listade i Catalogue of Life.